# Goaso
Goaso è una città del Ghana, capoluogo della regione di Ahafo e del distretto municipale di Asunafo Nord.